# Hogna beniana
Hogna beniana là một loài nhện trong họ Lycosidae.
Loài này thuộc chi Hogna. Hogna beniana được Embrik Strand miêu tả năm 1913.